# Hôtel Tharreau
Pour les articles homonymes, voir Tharreau.
 (juillet 2014).
L'Hôtel Tharreau est un hôtel particulier du XVIIIe siècle situé 23 rue Bretonnaise, dans la ville de Cholet, en Maine-et-Loire.